# Federación de la Izquierda
La Federación de la Izquierda (italiano: Federazione della Sinistra, FdS) fue una coalición política italiana formada por los dos principales partidos comunistas del país y otras organizaciones de la izquierda. 
La coalición era una evolución de la Lista Anticapitalista impulsada por el Partido de la Refundación Comunista (PRC) y el Partido de los Comunistas Italianos (PdCI) para las Elecciones al Parlamento Europeo de 2009, que obtuvo un 3,39% de los votos. 
Sus votos en esos comicios provinieron principalmente de las regiones de la Italia central y meridional: Calabria (6,7%), Umbria (6,2%), Toscana (5,1%), Basilicata (4,5%), Abruzzo (4,3%) y Marcas (4,2%). 
Además de por PRC y PdCI, estaba formada por Socialismo 2000, una escisión socialista de Demócratas de Izquierda, y por Lavoro-Solidarietà, un grupo vinculado al ala izquierda de la central sindical CGIL. 
Este nivel de apoyos se mantuvo estable en las elecciones regionales de 2010. La coalición celebró su primer Congreso el 20-21 de noviembre de 2010. Oliviero Diliberto, secretario del PdCI, fue elegido portavoz por el Consejo Nacional. En las elecciones provinciales de 2011, obtuvo una media nacional del 4,07% de los votos. En marzo de ese año, fue elegido como portavoz el expresidente de la provincia de Ascoli Piceno y dirigente del PRC, Massimo Rossi.